# Sankt Margarethen an der Sierning
Sankt Margarethen an der Sierning osztrák község Alsó-Ausztria St. Pölten-i járásában. 2024 januárjában 1038 lakosa volt. 

## Elhelyezkedése

Sankt Margarethen an der Sierning a Sankt Pölten-i járásban

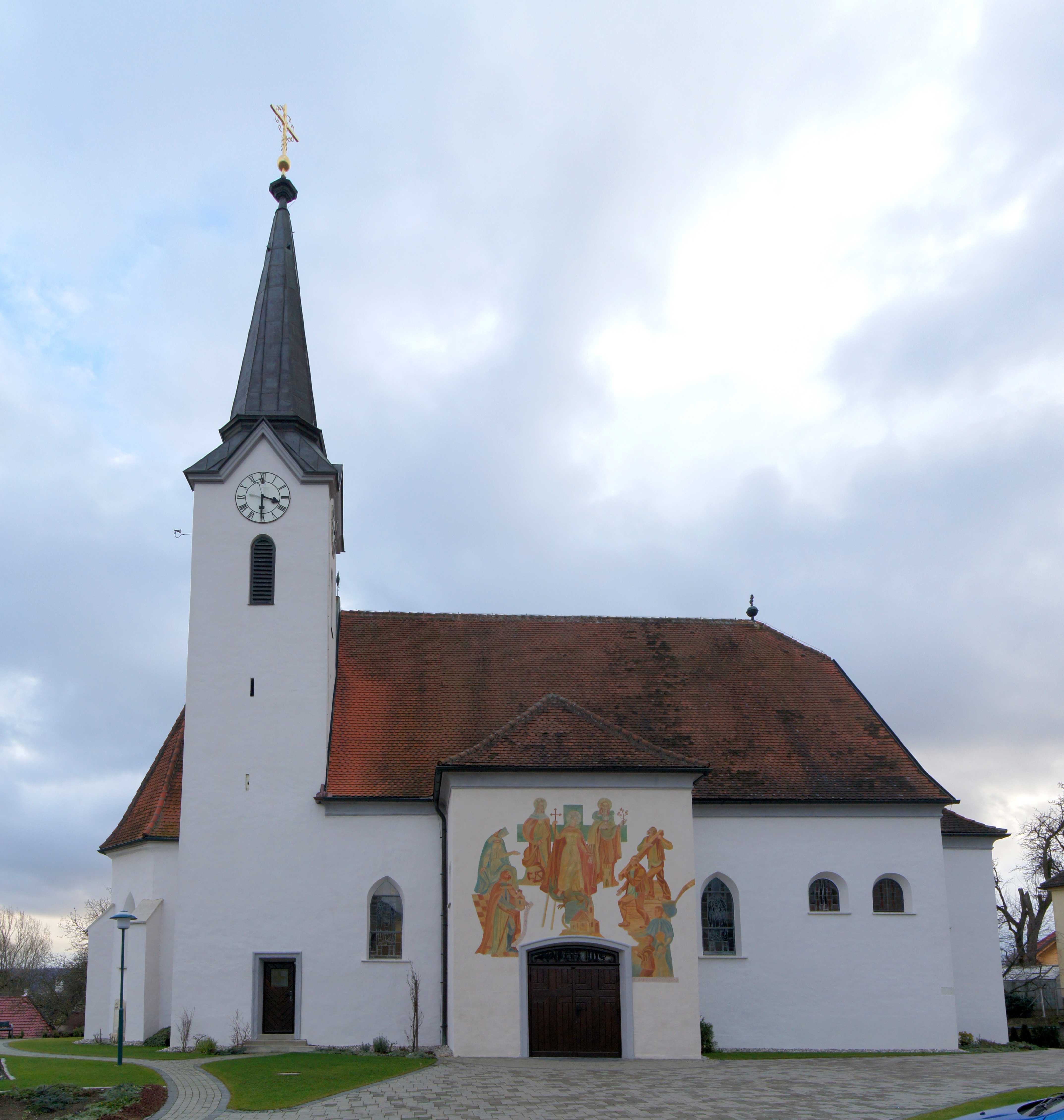
A Szt. Margit-plébániatemplom

Sankt Margarethen an der Sierning a tartomány Mostviertel régiójában fekszik a Sierning folyó mentén. Területének 7,4%-a erdő, 81,2% áll mezőgazdasági művelés alatt. Az önkormányzat 13 települést egyesít: Eigendorf (19 lakos 2024-ben), Feilendorf (18), Kainratsdorf (9), Kleinsierning (12), Linsberg (107), Oberhofen (18), Rammersdorf (47), St. Margarethen (597), Saudorf (19), Türnau (28), Unterradl (77), Wieden (38) és Wilhersdorf (49).
A környező önkormányzatok: északra Markersdorf-Haindorf, keletre Ober-Grafendorf, délre Bischofstetten, nyugatra Hürm.

## Története
Az eredetileg Duringenhofen nevű falut 800 körül alapították, első írásos említése 1200-1204 közötti. Szt. Margitnak szentelt templomát a 11. században építették akkori birtokosai, a Poigen-Rebgau grófok.
Az osztrák címjegyzék szerint 1938-ban a községben egy kerékpárkereskedő, egy hentes, egy kereskedelmi képviselő, egy fodrász, két kocsmáros, két vegyeskereskedő, egy bába, egy mészkereskedő, két gépkereskedő, egy nyerges, egy kovács, egy szabó és két varrónő, két ács, egy állatkereskedő, egy kovácsmester és számos földműves élt.
1950-ben a község nevét az addigi Margarethen an der Sierningről St. Margarethen an der Sierningre változtatták.

## Lakosság
A Sankt Margarethen an der Sierning-i önkormányzat területén 2024 januárjában 1038 fő élt. Lakosságszáma 1991 óta ezer körül ingadozik. 2022-ben az ittlakók 95,9%-a volt osztrák állampolgár; a külföldiek közül 0,8% a régi (2004 előtti), 2,2% az új EU-tagállamokból érkezett. 0,5% a volt Jugoszlávia (Horvátország és Szlovénia kivételével) vagy Törökország; 0,7% egyéb ország polgára volt. 2001-ben a lakosok 95,1%-a római katolikusnak, 0,3% evangélikusnak, 0,8% ortodoxnak, 1,1% mohamedánnak, 2% pedig felekezeten kívülinek vallotta magát. Ugyanekkor a német anyanyelvűeken kívül (97,6%) egy magyar élt a községben. 
A népesség változása:

| 2016 | 1 049 |
| 2018 | 1 013 |

## Látnivalók
- a Szt. Margit-plébániatemplom

## Fordítás
- Ez a szócikk részben vagy egészben  a   St. Margarethen an der Sierning című német Wikipédia-szócikk ezen változatának fordításán alapul.  Az eredeti cikk szerkesztőit annak laptörténete sorolja fel. Ez a jelzés csupán a megfogalmazás eredetét és a szerzői jogokat jelzi, nem szolgál a cikkben szereplő információk forrásmegjelöléseként.